# Paul Renouard
Paul Renouard (Cour-Cheverny, 1845-París, 1924) fue un pintor, dibujante y grabador francés.

## Biografía
Nacido el 5 de noviembre de 1845 en la localidad francesa de Cour-Cheverny, fue discípulo de Pils. Falleció en enero de 1924 en París y habría sido enterrado en Chambon-sur-Cisse. Renouard, que cultivó el dibujo y el grabado, contribuyó en publicaciones periódicas como L'Illustration, Revue illustrée, Paris illustré y The Graphic.